# 多花萱草
多花萱草（学名：Hemerocallis multiflora）是萱草科萱草属的植物。其种加词“multiflora”意为“多花的”。生长于海拔120米至3,500米的地区，目前尚未由人工引种栽培。

## 异名
- Hemerocallis fulva L.
- Hemerocallis fulva auct. non (L.) L.